# Раковчик
Ра́ковчик (укр. Раківчик) — село в Коломыйской общине Коломыйского района Ивано-Франковской области Украины.
Население по переписи 2001 года составляло 1067 человек. Занимает площадь 18,085 км². Почтовый индекс — 78248. Телефонный код — 03433.